# Distretto di Ocuviri
Il distretto di Ocuviri è uno dei dieci distretti della provincia di Lampa, in Perù. Si trova nella regione di Puno e si estende su una superficie di 878,26 chilometri quadrati.

Ha per capitale la città di Ocuviri; nel censimento 2005 si contava una popolazione di 2.244 unità.